# El mono relojero (cuento)
El mono relojero es un cuento del estilo fábula del escritor uruguayo, radicado en Argentina, Constancio C. Vigil que narra las aventuras y peripecias de un mono en su afán de enriquecerse vendiendo relojes en desuso.

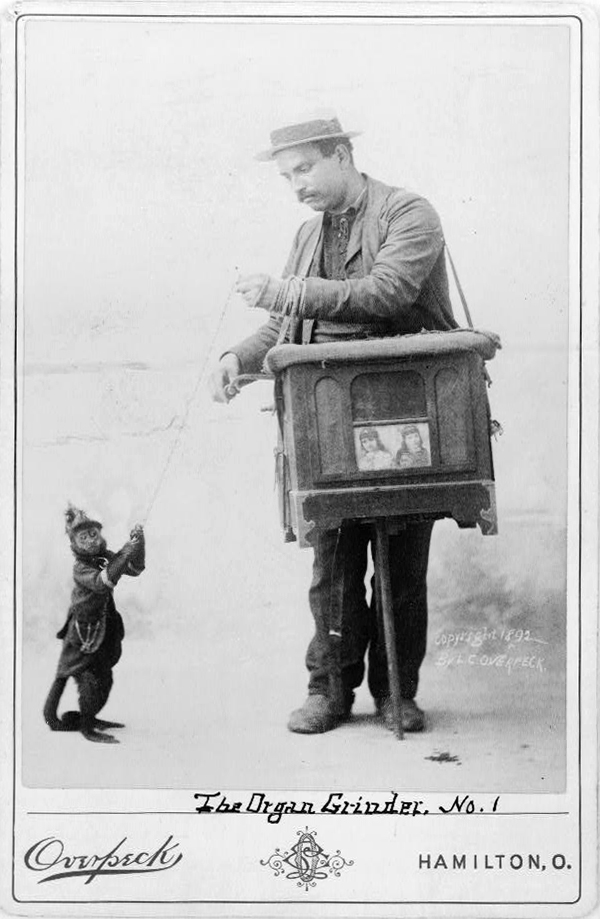
Organillero con su mono capuchino

En 1938 el cuento fue llevado al cine bajo el formato película de animación. El mono relojero constituye la primera película de animación argentina con sonido óptico. Fue dirigida por Quirino Cristiani con guion de Constancio C. Vigil y la participación del actor Pepe Iglesias en las voces y sonidos.

## Argumento del cuento
El protagonista es un mono del estilo mono capuchino en la mayoría de las versiones o un macaco en otras, que viste habitualmente un jardinero con tiradores azul, remera amarilla y fez.
Debido a que el dueño del mono, el señor Zacarías, es un relojero que atiende la llamada "Relojería del Mono", mientras que el animal se encuentra allí como mascota, entreteniéndose con relojes en desuso a los que examina y manipula como si en verdad los estuviese arreglando, los niños del pueblo piensan que es el mono el verdadero relojero que se encarga de repararlos.
Cansado de estar encadenado en la relojería el mono comienza a mostrar su disconformidad autoflagelándose al arrojarse una y otra vez desde lo alto del travesaño de una puerta hacia el suelo. Luego opta por hacerse el muerto con la esperanza de que el amo lo dejase en el fondo y desde allí poder escapar, pero cuando el mono advierte que Zacarías comienza a cavar un pozo para enterrarlo, se decide rápidamente a recobrarse mostrándole a su dueño que está vivo.
Tras esas fallidas tretas y habiendo notado que su amo había cerrado la puerta de la jaula en falso, ya que esta estaba trabada con la cáscara de una banana, el mono escapa por la noche mientras grita "-¡Libre! ¡Libre!", llevándose una escopeta con la que pretende imponerse sobre el resto de los animales, sin saber que era de juguete.
Cuando logra averiguar la inutilidad de su arma luego de escapar de las fauces de un enorme felino, se ve obligado a regresar a la relojería, cansado y humillado. Zacarías lo recibe pero le advierte que a partir de ahora tendrá que trabajar de verdad para ganarse su comida diaria. El mono acepta el trato no de buena manera y días después, harto de esa vida, decide a convertirse en vendedor de relojes y enriquecerse de ello.
Luego de hurtar de la relojería de Zacarías una serie de relojes en compostura, comienza un largo viaje de aventuras y peripecias donde trata de venderles su mercancía a todos los animales con los que se encuentra, recibiendo como respuestas todo tipo de argumentos que van desde la ignorancia de sus interlocutores hasta el ridículo y la falta de respeto. 
Así es como después de ser rechazado y apedreado por sus semejantes, los monos, que lo consideran como alguien arrogante, decide recluirse en una escuela rural argentina donde escucha atentamente las clases del maestro del establecimiento.
El mono escucha atentamente las clases del maestro de la escuela rural sobre botánica y logra un conocimiento parcial sobre la germinación de las semillas, creyendo que cualquier objeto que fuese enterrado y regado podría brotar al igual que una planta. De ese modo, cuando abandona la escuela, se topa con una agresiva cigüeña que castiga duramente al mono cuando comprueba que éste la había hecho perder el tiempo prometiéndole que todo cuanto ellos sembraran crecería indefectiblemente.
Por último, siguiendo su camino en cierta ocasión en que trataba de conseguir alimento a través de un alambrado, el mono es capturado y finalmente es puesto a trabajar por su nuevo dueño como bailarín al son de un organito.
Don Zacarías ve una de sus actuaciones durante una gira por su pueblo y se mofa de su suerte por haberse mostrado desconforme cuando estaba en la relojería y se quejaba aún teniéndolo todo.

## Ilustradores
En sus distintas ediciones el cuento ha sido ilustrado por los artistas Federico Ribas, Raúl Stevano, Oscar Fernandez y Daniel Branca entre otros.

## El organillero
El organillero es el ejecutante o manejador del organillo, instrumento reproductor de melodías, las cuales son grabadas en cintas o cilindros de papel o metal por medio de perforaciones, difundido inicialmente por el norte de Europa es actualmente un componente nostálgico de la cultura y sociedad del siglo XIX en varios países, como Alemania, Francia, Suiza, Argentina, Chile y México.
Constancio C. Vigil los introduce en algunos de sus cuentos donde tanto el personaje de la cotorra Misia Pepa como el del Mono Relojero terminan en algún momento de sus vidas, trabajando para un organillero.

## El mono relojero en otros medios
El personaje es mencionado en el cuento Los enanitos jardineros como un mono charlatán enceguecido por su ambición y que fue maltratado por una cigüeña, precisamente la única cigüeña loca de la que los enanitos habían tenido noticias.
En la década de 1970, el Mono relojero se convirtió en un personaje que protagonizó varias historietas dentro de la revista Billiken, revista fundada por el mismo autor Constancio C. Vigil. Allí apareció en algunas ocasiones acompañado por otros personajes de Vigil como Misia Pepa y la Hormiguita Viajera.
En la revista Billiken, los argumentos de las aventuras del Mono Relojero estuvieron a cargo de Enrique Pinti, mientras que los dibujos los realizaron Oscar Fernández y Daniel Branca.
Además de la  película homónima, también se editaron con la temática del Mono Relojero, varios discos de vinilo simples y álbumes como Oye niño, El circo de Billiken y Haciendo monadas, entre otros.
El grupo musical argentino Kapanga compuso un tema titulado «El mono relojero» para su álbum A 15 cm de la realidad en 1998.
En la plaza Constancio Vigil en la localidad de Rocha, Uruguay en septiembre de 2021 se llevó a cabo un evento cultural dedicado a la música infantil organizado a través del Ministerio de Cultura. Durante el evento se homenageó a Vigil inaugurando en la plaza, las estatuas del mono relojero, la hormiguita viajera y Misia Pepa.